# Atopos
Atopos è un singolo della cantautrice islandese Björk, pubblicato il 6 settembre 2022 come primo estratto dal decimo album in studio Fossora.

## Antefatti e pubblicazioni
Il titolo del singolo e la copertina sono state rivelate da Björk tramite la propria rete sociale il 24 agosto, cinque giorni dopo l'annuncio dell'album. Il 5 settembre viene annunciato il rilascio del brano per il giorno seguente. Atopos viene trasmesso in anteprima il 6 settembre alle 12.00 (ora italiana) su BBC Radio 6 Music, introdotto dalla voce della stessa cantante, e quindi distribuito appena dopo su tutte le piattaforme streaming, insieme al video musicale pubblicato sul canale YouTube di Björk.
Björk stessa ha voluto creare per il singolo un sito web in cui ritrovare tutti i dettagli su di esso, come alcune fotografie estratte, il testo e gli accrediti. La cantante ha descritto così sul proprio sito la canzone:

## Descrizione
Il titolo del brano è ispirato al concetto socratico di amore, ripreso da Roland Barthes e Friedrich Nietzsche, per cui si definisce atopos la persona amata per via della sua unicità: «L'altro che io amo e che mi affascina è atopos. Non posso classificare l'altro, perché l'altro è, esattamente, Unico, l'Immagine singolare che miracolosamente ha corrisposto alla specificità del mio desiderio. L'altro è la figura della mia verità, e non può essere imprigionato in alcuno stereotipo (che è la verità degli altri)». Il testo è dunque incentrato sulle differenze tra gli amanti, che alla luce di tale pensiero non possono rappresentare il problema principale, e sul modo di "crescere al di fuori verso l'amore", "imparare" e "trovare la propria risonanza". Björk conclude che «la nostra unione è più forte di noi», cantando in ritornello che «la speranza è un muscolo».
Musicalmente il brano è una commistione di industrial, reggaeton ed experimental techno, caratterizzata da un ritmo dembow e da influenze dance. Oltre alla voce di Björk, esso prevede la partecipazione dell'Hamrahlíð Choir, del sestetto di clarinetti bassi Murmuri e di Kasimyn (dai Gabber Modus Operandi), che ha co-prodotto i beats.

## Video musicale
Il video musicale del brano è stato pubblicato, in contemporanea con il suo rilascio, sul canale YouTube di Björk. È stato girato e diretto dal fotografo islandese Viðar Logi, sotto la direzione creativa di Björk e la direzione consultiva di James T. Merry. Nel video si può osservare un mondo sotterraneo, fatto di rocce, spore, funghi e miceli, in cui suona il sestetto di clarinetti bassi e il DJ Kasimyn, mentre Björk canta e balla o, in altre scene, cammina al suono della musica e dirige il ritmo con la testa e le braccia.

## Formazione
Cast e squadra
- Björk – artista, co-direzione creativa
- James T. Merry – co-direzione creativo
- Viðar Logi – regia
- Sara Nassim – produzione
- Pálmey Helgadóttir – manager della produzione
- Haraldur Ari Karlsson – assistenza alla regia
- Þórhildur Kristjánsdóttir – assistenza alla produzione/runner
- Samúel Ásberg o'Neill – assistenza alla produzione/runner
- Búi Fannar Ívarsson – assistenza alla produzione/runner
- Heimir Sverrisson – designer della produzione
- Arnar Orri Bjarnason – direzione artistica
- Zilvinas Balkevicius – scultore
- Argitxv Etchebarne – impostazione del set
- Malgovzata Kowasz – impostazione del set
- Saga Björnsdóttir – impostazione del set
- Luis Castillo – pittore
- Steingrímur Þorvaldsson – pittore scenico
- Ögmundur Jónsson – carpentieria
- Shadi Chaaban – dop
- Eli Arenson – dop per la sceneggiatura aggiunta
- Alexander Sær Elfarsson – 1º ac
- Hjálmar Þór Hjálmarsson – 2º ac
- Jörundur Rafn Arnarsson – supervisione VFX sul set
- Jón Már – dit
- Finnur Þór Guðjónsson – gaffer
- Jón Kjartansson – best boy
- Jónas Guðmundsson – elettricista 1
- Hilmar Mathiesen – elettricista 2
- Dagur Benedikt Reynisson – elettricista 3
- Alex Birgir – elettricista 4
- Andri Freyr Hlynsson – lighting board operator
- Sigurgeir Þórðarsson – presa chiave
- Úlfar Jacobsen – best boy
- Bergur Þórisson – operatore del suono/playback
- Edda Guðmundsdóttir – stylist
- Diana Breckmann – styling assistente
- Berglind Þalsdottir – assistenza allo styling
- Ásdís Lúðvíksdóttir – sartoria
- Tomihiro Kono – parrucche
- Sayaka maruyama – parrucche
- Johannes Jaruraak / Hungry – trucco
- Sunna Erlingsdóttir – trucco e parrucco della band
- Kolbrún Vignisdóttir – assistenza al trucco e parrucco
- Lilja Dís Smáradóttir – assistenza al trucco e parrucco
- Hilma Kristín Sveinsdóttir – assistente di Björk
- Rosemary Llagostera – assistente di Björk
- Katrín Bríem – servizio artigianale
- Helgi Finnbogason – medico

Post-produzione e FX
- Studio Private – post-produzione
- Adrian Rogers – CGI e VFX
- Joanna Pichler – CGI e VFX
- Gokcecan Gursoy – ritocco
- Nat Cooke – colorista
- Bianca Redgrave – post e coordinazione FX del progetto
- Jeremy Djaffer – post e coordinazione FX del progetto
- Sölvi Sig – sequenze distorte
- M/M (Paris) – grafiche dei funghi, funghi digitali e tipografia
- Andrea Philippon – animazione

Performers
- Aditya Surya Taruna "Kasymin" – talent
- Murmuri – clarinetti bassi:
  - Baldvin Ingvar Tryggvason
  - Grímur Helgason
  - Hilma Kristín Sveinsdóttir
  - Helga Björg Arnardóttir
  - Kristín Þóra Pétursdóttir
  - Rúnar Óskarsson

Costumi
- Björk:
  - Burberry – abito, stivali
  - Vanessa Bon – abito
  - Daniel Del Core – abito, cappello e scarpe
  - Hector Castellanos – body in pizzo
  - Noir Kei Ninomiya – gioielleria
  - James T. Merry – collare in argento Lamellæ, orecchini in argento Tungljurt, collare in velluto
  - Hugo Kreit – anelli-unghie in argento
  - Amazing Jiro per Kei Jewellery – maschera
  - Tomihiro Kono – parrucche
  - Sayaka Maruyama – parrucche
  - Johannes Jaruraak / Hungry – trucco
  - Sojin Oh – manicure
- Kasymin:
  - Alexander McQueen, Bernhard Willhelm, Daniel Del Core, Namilia, Hugo Kreit – costumi
- Band:
  - Harikrishnan, Richard Malone, Bernhard Willhelm, Paulo Mileu, Bihan Lin, Kendt, Ican Harem, Hugo Kreit – costumi
  - Tomihiro Kono – parrucche
  - Sayaka Maruyama – parrucche
  - Johannes Jaruraak / Hungry – trucco
  - Sojin Oh – manicure

Ringraziamenti speciali
- Burberry, Riccardo Tisci
- Jude Lite